# Trick med speglar
Trick med speglar (engelska: They Do It with Mirrors) är en pusseldeckare av Agatha Christie, utgiven 1952 i USA med titeln Murder with Mirrors och i Storbritannien samma år under Christies originaltitel. Agatha Christies detektiv Miss Marple har huvudrollen.
En recension vid tidpunkten för publiceringen lovordade kärnan i handlingen men tyckte att den senare halvan av romanen rörde sig för långsamt. En senare recension ansåg att denna roman visade "tydliga tecken på nedgång", och ansåg att författaren inte var helt bekväm med den miljö hon beskrev i romanen.

## Titeln
I texten säger Miss Marple "de gör det med speglar": detta är slangtermen för illusioner av trollkarlar och av en scenografi. Det är tanken på det som får henne att se sig om på ett nytt sätt på kvällen för det första mordet.

## Handling
Under ett besök hos sin amerikanska skolkamrat Ruth Van Rydock i London får Miss Marple veta att Ruth är allvarligt orolig för sin syster Carrie Louise. Hon ber Miss Marple att besöka Carrie Louise på Stonygates, hennes hem i England. Miss Marple går med på det. Hon är imponerad av storleken på den viktorianska herrgården, som nu har en separat byggnad för kriminella pojkar, en sak som engagerar Carrie Louise och hennes tredje make Lewis Serrocold. Carrie Louise har sin familj boende hos sig, då hennes barnbarn Gina har tagit med sig sin amerikanske man Walter till England för att träffa sin familj. Dottern Mildred Strete flyttade hem igen efter att hon blivit änka. Styvsönerna Stephen och Alexis Restarick, som nu är vuxna, är flitiga besökare och är närvarande under Miss Marples besök. En av de första personerna som Miss Marple möter är Edgar Lawson, en ung man som fungerar som sekreterare åt Serrocold. Lawson visar tydliga tecken på paranoid schizofreni, men dessa ignoreras till stor del.
Miss Marple får veta att Carrie Louise har haft hälsoproblem i samband med hög ålder. Miss Marple är dock glad över att se att Carrie Louise fortfarande är den söta, idealistiska och kärleksfulla person hon har känt.
En oväntad besökare anländer till Stonygates – Christian Gulbrandsen, Carrie Louises styvson från hennes första äktenskap och förvaltare av den välgörenhetsstiftelse som hans far inrättade med den rikedom han genererade i sitt liv. Lewis Serrocold går från tågstationen och möter Christian på terrassen. Miss Marple iakttar dem genom sin fågelkikare och försöker ta reda på orsaken till Christians oväntade besök. Hon hör några fraser om vikten av att hålla ett problem borta från Carrie Louise, och att de två männen kommer överens om att kalla på hjälp utifrån. Båda männen kommer in för att äta middag och efteråt drar sig Christian tillbaka till sitt rum för att skriva brev.
Resten av hushållet hålls hänförda av att höra en scen som utspelar sig bakom den låsta dörren till Lewis Serrocolds kontor. Lawson går in med en pistol och talar högt till Lewis och hävdar att Lewis är hans far och har behandlat honom illa. Lawson hotar att skjuta honom, medan Lewis försöker lugna den unge mannen.
Scenen blir ännu mer spänd eftersom ett elproblem har gjort att det mesta av den stora salen utanför Lewis kontor har blivit mörkt. Walter vet hur man fixar den överbelastade säkringen, så han lämnar rummet för att laga den och ansluter sig sedan till gruppen igen. Medan Edgar Lawson gormar till Lewis hör familjen ett skott och ingriper genom att försöka öppna dörren. Ett annat skott (som inte avlossades på Lewis kontor) hade hörts av vissa, men inte alla. När dörren till Lewis kontor äntligen öppnas hånskrattar Lewis åt all oro för sig själv, och de ser att skotten som Lawson avlossade hade träffat väggen. Lawson bryter ihop i tårar och ber om ursäkt.
Under tiden hade "Jolly" Juliet Bellever, hushållerska och följeslagare till Carrie Louise, gått ut för att hitta nyckeln till kontoret. Hon återvänder till rummet och säger att hon har ringt polisen, inte på grund av scenen mellan Edgar Lawson och Lewis Serrocold, utan för att hon har hittat Christian Gulbrandsen död i sitt rum av ett skott.
Lewis går till Christians rum, följd av Carrie Louise och Miss Marple. Alexis Restarick anländer till huset. Hans bror Stephen var redan där och spelade piano efter middagen. Sedan kommer polisen.
Kommissarie Curry konstaterar snabbt att ingen av personerna från anstalten för kriminella pojkar är inblandade, och inte heller någon av tjänstefolket. Curry upptäcker att det fanns ett pappersark i skrivmaskinen när Jolly kom in i den döde mannens rum. Lewis erkänner att han tagit bort den och förklarar att han hade fruktat att hans fru skulle läsa den och upptäcka att anledningen till Christians besök var hans rädsla för att någon hade förgiftat Carrie Louise. Lewis föreslår att giftet finns i hennes medicin, en vätska som visar sig innehålla arsenik.
Miss Marple kommenterar att de flesta i familjen skulle bli glada om Walter befanns vara mördaren, men Christian dödades inte av Walters pistol, som var i Lawsons hand under pausen. Polisen hittar mordvapnet under några noter inne på pianobänken.
Alexis förklarar att hans körning till huset saktades ner av dimman, och att det han såg och hörde i dimman, som ett skott och ljudet av någon som sprang, gav honom en idé till en scenografi. Alexis föreställer sig huset som en scen, vilket får Miss Marple att börja tänka annorlunda om mordet. Nästa kväll dödas Alexis och pojken Ernie Gregg av scenvikter.
Miss Marple förklarar för polisen hur en person kunde springa från Lewis arbetsrum till Christians rum längs terrassen på mindre än två minuter (t.ex. Lewis Serrocold). Lawson talade både som sig själv och Lewis, medan Lewis dödade Christian och återvände andfådd. Misstanken om Carrie Louises förgiftning var ett knep skapat av Lewis. Den verkliga anledningen till Christian Gulbrandsens besök var att han hade fått reda på att Lewis förskingrade från Gulbrandsen Trust. Läsaren får också veta att Edgar Lawson bara låtsades vara schizofren; i själva verket är han Lewis utomäktenskaplige son.
När Lawson konfronteras av polisen flyr han från huset och hoppar i en gammal båt för att korsa en sjö på tomten. Båten börjar sjunka, så Lewis Serrocold hoppar i sjön för att rädda sin son. Båda fastnar i vassen som kantar sjön och drunknar innan polisen hinner fram till dem. Scenen för dessa dödsfall slutar med att Carrie Louise går inomhus med sin dotter Mildred, eftersom en ny solidaritet mellan mor och dotter manifesteras. Carrie Louises barnbarn Gina går med på att åka tillbaka till Amerika med sin amerikanske make Walter, vilket avvärjer en hotande separation.

## Karaktärer
- Miss Marple: en gammal kvinna med detektivkunskaper.
- Ruth Van Rydock: gammal skolkamrat till Miss Marple, en amerikansk societetsdam.
- Carrie Louise Serrocold: Ruths yngre syster, även hon skolkamrat med Miss Marple.
- Lewis Serrocold: Carrie Louises tredje make, en gång revisor och nu en entusiast för välgörenhet för behandling av ungdomsbrottslingar.
- Gina Hudd: barnbarn till Carrie Louise från hennes första äktenskap. Hon föddes i Italien, flyttade till England som spädbarn när hennes mor dog i barnsäng. Hon tillbringade andra världskriget i USA med sin moster Ruth, dit hon skickades för säkerhet. Hennes mor var Pippa, adoptivdotter till Carrie Louise och hennes förste make, Eric Gulbrandsen.
- Walter Hudd: Amerikansk make till Gina.
- Mildred Strete: Pippas syster och det enda barnet till Carrie Louise och hennes första make, herr Gulbrandsen. Hon blev änka några år innan berättelsen börjar.
- Juliet Bellever: Hon kallas Jolly och är Carrie Louises sekreterare och följeslagare sedan Louises andra äktenskap.
- Stephen Restarick: son till Carrie Louises andra make, som sedan barndomen har betraktat Carrie Louise som en mor och hennes hem som sitt hem, eftersom hans far dog inte långt efter skilsmässan från Carrie Louise. Han älskar Gina och arbetar på teatern och hjälper ofta till med brottslingar för att sätta upp pjäser där.
- Alexis Restarick: Stevens äldre bror som ser på Carrie Louise med tillgivenhet, precis som hans bror gör. Han älskar Gina och jobbar även inom teatern. Han dödas samtidigt som Ernie på teatern.
- Christian Gulbrandsen: son till Carrie Louises första make och halvbror till Mildred. Han sitter i styrelsen för familjen Gulbrandsens stiftelse och besöker regelbundet huset för styrelsemöten. Han är det första mordoffret.
- Edgar Lawson: en av brottslingarna, anlände ungefär en månad innan berättelsen börjar (efter det sista styrelsemötet för Gulbrandsen-stiftelsen), som ofta är i huset och på tomten, och som arbetar nära Lewis Serrocold.
- Dr Maverick: chefspsykiater för ungdomsbrottsprogrammet; Han betraktar alla människor som "mentala fall".
- Ernie Gregg: en av brottslingarna som är aktiv inom teatern, och som dödas för att han skryter för Gina om vad han säger sig ha sett mordnatten. Han hittade troligen på det.
- Kommissarie Curry: leder polisutredningen av det första mordet, och får veta av sina överordnade om Miss Marples rykte när det gäller att lösa brott.
- Kriminalinspektör Lake: hjälper Curry i utredningen av Stonygates.

## Litterär betydelse och mottagande
Maurice Richardson i The Observer sammanfattade den 30 november 1952 så här: "Första halvan är livlig och trickalibi för mordet på styvsonen snyggt nog; Det finns en markant nedgång i sprightiness senare, men friskt vågat är hälften vunnet."
Robert Barnard sade om romanen att dess miljö var: "Ovanlig (och inte helt övertygande) miljö i brottslingens hem, fullt av opålitliga ungdomar och opålitliga välgörare. Christie är inte helt hemmastadd, kanske för att hon tror (med Miss Marples ord) att "unga människor med god ärftlighet och klokt uppfostrade i ett bra hem... de är verkligen... den sortens människor som ett land behöver." I övrigt mycket traditionellt, med husplaner, Marshiga förhör och andra och tredje mord som utförs mest slentrianmässigt." Han sammanfattade det som att visa "tydliga tecken på nedgång".

## Bearbetningar

### Film
Vissa delar av berättelsen införlivades i filmen Snusdosan från 1964 med Margaret Rutherford i huvudrollen som Miss Marple, tillsammans med en symbolisk hyllning till pjäsen Råttfällan. Istället för ett vidsträckt viktorianskt gods är de kriminella pojkarna inhysta ombord på ett pensionerat skepp som kallas Battledore och de går i land med jämna mellanrum för att begå ofog under ledning av sitt kriminella geni. Filmens handling och karaktärer är dock i övrigt originella, så mycket att Trick med speglar inte krediteras som filmens inspiration.

### TV
- Romanens första riktiga filmatisering var TV-filmen Trick med speglar från 1985 med Sir John Mills som Lewis Serrocold, Bette Davis som Carrie Louise, Tim Roth som Edgar Lawson och Helen Hayes som Miss Marple.

- En andra version sändes den 29 december 1991 i BBC-serien Miss Marple med Joan Hickson som Miss Marple, Jean Simmons som Carrie-Louise Serrocold, Joss Ackland som Lewis Serrocold och Faith Brook som Ruth van Rydock. Filmen var i princip trogen romanen, med undantaget att Alexis överlever attacken mot hans liv. Ruth van Rydock är också närvarande vid huset när det första mordet äger rum och Lawson försöker simma över sjön, utan att använda en gisten eka.

- En tredje version sändes den 1 januari 2010 för den fjärde säsongen av ITV-serien Agatha Christies Marple med Julia McKenzie som Miss Marple, Penelope Wilton som Carrie Louise, Brian Cox som Lewis Serrocold och Joan Collins som Ruth Van Rydock. Den här anpassningen har flera anmärkningsvärda ändringar och tillägg:

- - Alexis Restarick ersätts av Johnny Restarick, Stevens pappa och Carrie Louises ex-make. Istället för att anlända efter mordet anländer Johnny mot slutet av konfrontationen mellan Lawson och Lewis och avväpnar Lawson, precis innan mordet på Gulbrandsen avslöjas.
  - Medan Edgar Lawsons karaktär och roll i morden förblir oförändrad, förändrades hans död något på två sätt - för det första avslöjas han för sin inblandning i morden av Miss Marple, snarare än att konfronteras av polisen, och för det andra använder han inte en gisten eka för att fly, utan simmar över sjön. Lewis försök att rädda honom är oförändrat.
  - Pippa stryks och Gina blir Carrie Louises adoptivdotter i den här versionen, istället för hennes adopterade barnbarn.
  - Ginas riktiga mor byttes ut mot Katherine Ellsworth, och hennes död förklarades ha varit från en hängning, efter att hon befunnits skyldig till att ha begått arsenikförgiftning på tre punkter. Gina upptäcker detta faktum och avslöjar sin koppling till det, strax före Alexis död, och hur hon fick reda på det avslöjas av Miss Marples undersökningar, att det är Mildreds fel, som hade ogillat att hon fick mer uppmärksamhet än henne.
  - Även om konfrontationsscenen mellan Lawson och Lewis fortfarande var grunden för det första mordet och behöll vissa element från den ursprungliga handlingen, modifierades den avsevärt för adaptionen:
    - Alla, utom herr Gulbrandsen, går till arbetsrummet för att bevittna en generalrepetition och bevittnar på så sätt personligen konfrontationen mellan de två männen.
    - Lawsons anledning till att konfrontera Lewis ändras; han anklagar Lewis för att spionera på honom snarare än att vara hans riktiga far.
    - Wally blir den första misstänkta för mordet på grund av att han inte kan laga stubinerna och att mordvapnet är hans. Polisen börjar leta på annat håll, och senare efter Johnny, när Gina avslöjar att rummet har en hemlig passage som förbinder den med korridoren; Miss Marple förklarar i sin upplösning att passagen bara var ett villospår, innan hon förklarar Lewis brott.

  - Gulbrandsen blir knivhuggen i ryggen i stället för skjuten.
  - En ny karaktär introducerades - Whitstable Ernest, en ung man som avtjänar straff för bedrägeri och förskingring. Ernest hjälpte Lewis med hans ekonomiska korruption i utbyte mot belöningar som ostron och alkohol. När Lewis fick veta att herr Gulbrandsen skulle avslöja honom, brände Ernest alla anteckningar om hans handlingar, vilket miss Marple misstänkte när hon kände luktade av petroleum i den hemliga gången. När Johnny började fråga ut Ernest insåg Lewis vilken fara han kunde skapa och gav honom ostron spetsade med arsenik. Detta dödade honom inte, utan höll honom bara utom fara.
  - Den här filmatiseringen hade två mord, inte tre.

### Fransk TV-version
Det finns en fransk tv-produktion som sändes 2013, som en del av tv-serien Les Petits Meurtres d'Agatha Christie (säsong två, avsnitt ett). Avsnittet heter "Jeux de glaces", vilket kan betyda "Spegelspelet".